# Crich
Crich / ˈ k r aɪ tʃ / ⓘ est une paroisse civile et un village du Derbyshire, en Angleterre.
La population de la paroisse civile au recensement de 2001 était de 2 821 habitants, passant à 2 898 au recensement de 2011.
Le village abrite le National Tramway Museum et, au sommet de Crich Hill, une tour commémorative dénommée Crich Stand pour les membres du régiment Sherwood Foresters morts au combat, notamment pendant la Première Guerre mondiale.

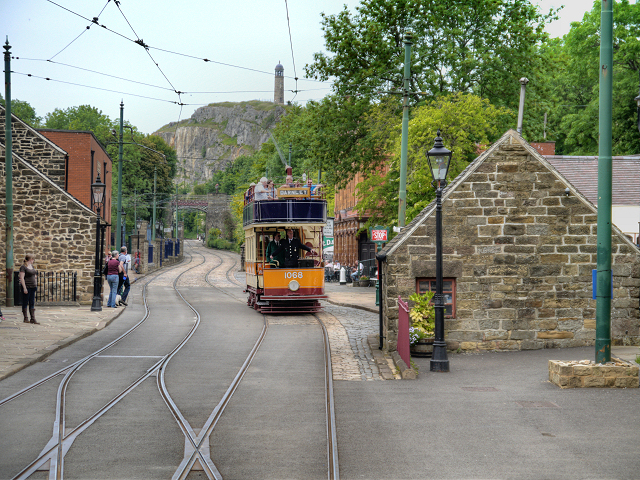
Le National Tramway Museum, avec le monument de Crich Stand en arrière-plan.

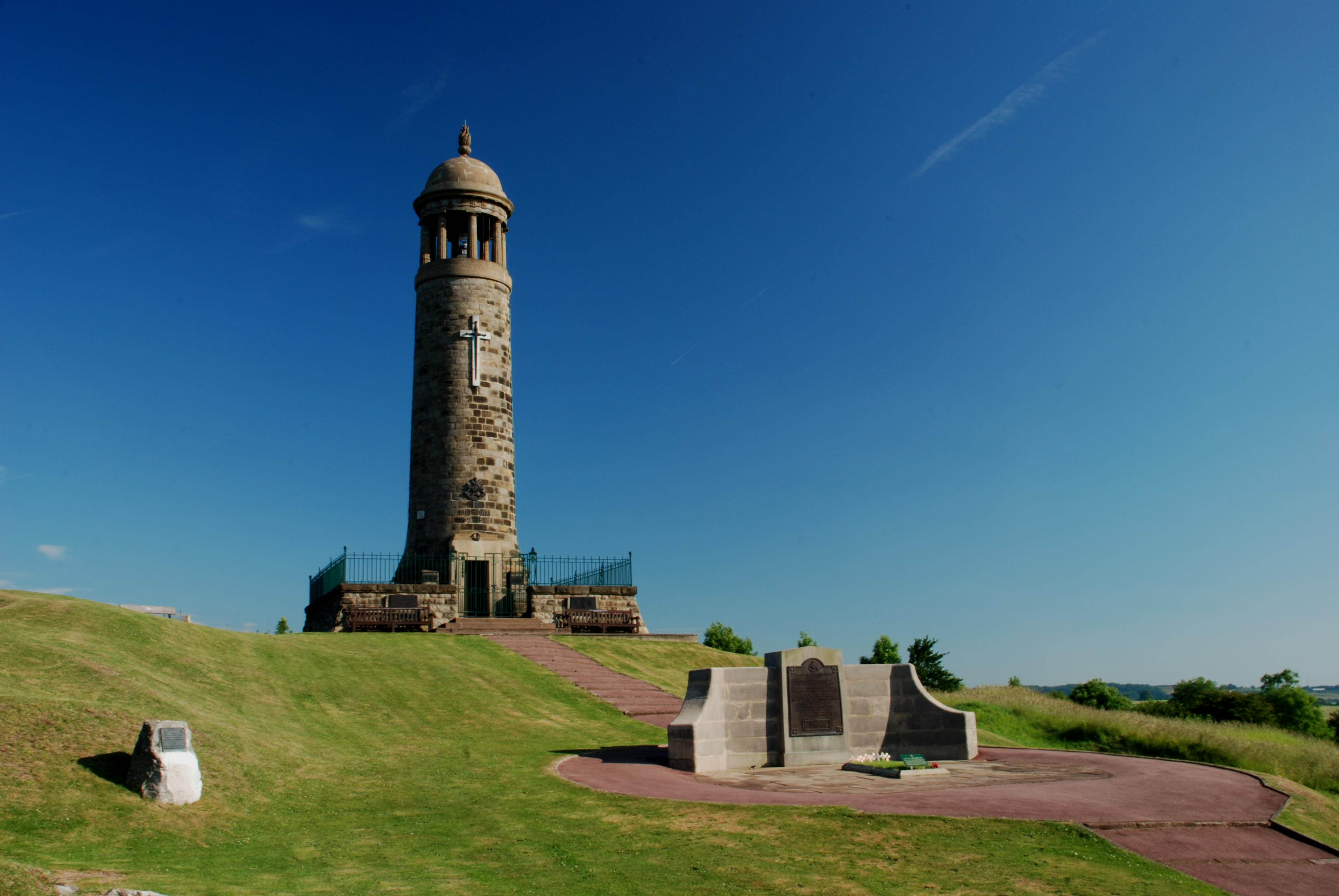
La tour commémorative de Crich Stand.